# Нук (клоун)
Клоун Нук (нем. Clown NUK, настоящее имя Георг Шпильнер (нем. Georg Spillner); 14 июля 1908, Йена — 1 мая 1998, Айхенау под Мюнхеном) — немецкий клоун. Признан одним из наиболее известных клоунов XX столетия. Его образ проникнут трогательной человечностью и теплотой.

## Биография
В 1932 году Георг Шпильнер начинал работать зубным врачом в тюрингском городе Кале. Вскоре он отказался от своей профессии и стал музыкальным клоуном. Первых успехов Нук достиг в 1937 году в Немецком театре Мюнхена, который презентовал его как «самого известного клоуна Европы». «Фирменным знаком» Нука были огромный чемодан и большое клетчатое пальто, в котором скрывались различные музыкальные инструменты. Нук был одним из немногих выдающихся клоунов своего времени, по праву считаясь самым известным музыкальным клоуном XX века. Он выступал до 1980-х годов по всей Европе, в том числе на таких известных площадках, как Гамбургское варьете Hansatheater, «Олимпия» в Париже или театр «Фридрихштадтпаласт» в Берлине, причём с неизменным успехом.
Несмотря на обрушившуюся славу («Самый нежный клоун всех времен» — так газеты титуловали его уже в 1962 году), Нук был достаточно скромен. Несмотря на звучавшие время от времени сравнения со швейцарским клоуном Гроком (Шпильнер не был с ним даже знаком), его сценическая программа была совершенно самостоятельным творчеством. Благодаря исключительной музыкальности (Нук играл на различных инструментах — скрипка, кларнет, флейта, губная гармошка, концертино, мандолина и саксофон) и огромному таланту артиста ему удавалось радовать тысячи зрителей по всей Европе.
В течение многих лет в выступлениях ему ассистировала его жена Нукелина, игравшая на пианино. Нук выступал вместе с Жозефиной Бейкер, с артистом кабаре Вернером Финком и шансонье Жаком Брелем. В 1950 году наряду с Карлом Раддацем, Ингой Мейзель и Ханнелорой Шрот Нук снялся в художественном фильме «Taxi-Kitty».
В 1991 году за пожертвования в пользу бывших цирковых артистов клоун Нук получил крест ФРГ «За заслуги».

## Цитаты
- «В литературе, опере и оперетте имеется стереотип, что клоун в частной жизни должен быть грустным человеком, который на сцене обязан быть шутником. Это хорошо звучит в качестве стереотипа, но не имеет с действительностью, а особенно со мной ничего общего».
- «Чтобы стать клоуном, не нужно учиться, надо быть им, упорно работать — и всё получится».

## Фильмы
- Taxi-Kitty (1950)
- Salut für Olga (1987)